# Haplochorema
Genre
Classification APG III (2009)
Haplochorema est un petit genre de plantes à fleurs de la famille des Zingiberaceae originaire de Bornéo.
Karl Moritz Schumann en a fait la première description en 1899 dans le "Botanische Jahrbücher fur Systematik, Pflanzengeschichte und Pflanzengeographie" (Bot. Jahrb. Syst.) (vol 27 (1900), page 333).

## Liste des espèces et variétés
Selon World Checklist of Selected Plant Families (WCSP) (18 juil. 2010) :
- Haplochorema decus-sylvae (Hallier f.) Valeton (1918)
- Haplochorema extensum K.Schum. (1899)
- Haplochorema latilabrum (Valeton) S.Sakai & Nagam. (2006)
- Haplochorema magnum R.M.Sm. (1987)
- Haplochorema pauciflorum R.M.Sm. (1987)
  - variété Haplochorema pauciflorum var. bullatum R.M.Sm. (1987)
  - variété Haplochorema pauciflorum var. pauciflorum
- Haplochorema sumatranum Burkill (1923)

## Espèces aux noms synonymes, obsolètes et leurs taxons de référence
Selon World Checklist of Selected Plant Families (WCSP) (20 sept. 2011) :
- Haplochorema gracilipes K.Schum., (1899) = Scaphochlamys gracilipes (K.Schum.) S.Sakai & Nagam., (2006).
- Haplochorema oligospermum (K.Schum.) K.Schum. (1904) = Boesenbergia oligosperma (K.Schum.) R.M.Sm., (1980).
- Haplochorema petiolatum K.Schum. (1904) = Scaphochlamys petiolata (K.Schum.) R.M.Sm., (1987).
- Haplochorema polyphyllum K.Schum., (1899) = Scaphochlamys polyphylla (K.Schum.) B.L.Burtt & R.M.Sm., (1972).
- Haplochorema uniflorum K.Schum., (1899) = Haplochorema decus-sylvae (Hallier f.) Valeton (1918)